# Centralna Żydowska Komisja Historyczna
Centralna Żydowska Komisja Historyczna przy Centralnym Komitecie Żydów Polskich – komisja historyczna, jeden z organów Centralnego Komitetu Żydów Polskich, funkcjonująca w latach 1944–1947, a na szczeblach lokalnych do 1950 roku. Zajmowała się dokumentacją Holokaustu przede wszystkim Żydów polskich i prowadzeniem działalności wydawniczej.

## Historia
Żydowska Komisja Historyczna została powołana w Lublinie, 29 sierpnia 1944 roku. W pierwszym jej posiedzeniu uczestniczyli przedstawiciele Centralnego Komitetu Żydów Polskich i Związku Literatów, Dziennikarzy i Artystów Żydowskich w Polsce, m.in. Marek Bitter (przewodniczący), Menachem Marek Asz, Jehuda Elberg, Mieczysław Szpecht i Ada Lichtman. Jej zadaniem było „zbadanie i wyświetlenie zbrodni niemieckich popełnionych na ludności żydowskiej w Polsce” oraz usystematyzowanie pracy, która została już podjęta przez innych działaczy. 
10 października 1944 roku stanowisko przewodniczącego objął Cwi Epstein. Początkowo działalność komisji ograniczała się do Lublina, a jej działacze nie mieli właściwie kontaktu z innymi miejscami w Polsce. Planowano jednak wysłanie delegatów do innych miast oraz znalezienie stałych korespondentów komisji. Problemem był też brak przygotowania merytorycznego współpracowników komisji.  
Na przełomie listopada i grudnia do Lublina przybył doktor Filip Friedman, któremu CKŻP zleciło zreorganizowanie komisji. 15 grudnia 1944 roku komisja została przemianowana na Centralną Żydowską Komisję Historyczną przy Centralnym Komitecie Żydów Polskich oraz Związku Literatów, Dziennikarzy i Artystów Żydowskich w Polsce. Zebranie założycielskie odbyło się 29 grudnia w siedzibie Wojewódzkiego Komitetu Żydowskiego przy ulicy Lubartowskiej 19 w Lublinie. Członkami komisji zostali poprzedni współpracownicy oraz m.in. Leon Bauminger (sekretarz komisji), Józef Kermisz, Mejlech Bakalczuk, Noe Grüss i Abe Kowner. Na czele komisji stanęła Egzekutywa, z której wyłaniano kierownika (zwanego także dyrektorem). 
Po wyzwoleniu Łodzi podjęto decyzję o przeniesieniu CŻKH do Łodzi. CKŻH została przeniesiona do nowej siedziby w połowie marca 1945 roku. Od początku stycznia 1945 roku rozpoczęto także organizację wojewódzkich żydowskich komisji historycznych w innych miastach, m.in. w Białmystoku, a następnie także w Warszawie, Krakowie, Radomiu i Kielcach.
Siedziba komisji znajdowała się przy ulicy Narutowicza 25, naprzeciwko siedziby Związku Literatów i Dziennikarzy Żydowskich, Żydowskiej Agencji Prasowej i redakcja „Dos Naje Lebn”. Komisja zajmowała 8 pokoi, które w marcu 1945 roku wyremontowano i podłączono do nich telefon. Do współpracowników komisji w tym okresie należeli m.in. Rubin Feldszuh, Nachman Blumental (wicedyrektor komisji), Eugenia Silkes i Ada Eber. Oprócz tego pracownikami komisji zostali także Klara Mirska, Helena Drobnerowa, Pola Hirszowa, Jakub i Maria Pytlowie, Maria Jagiełło, Diana Grunbaum i Leon Szeftel. Od maja 1945 roku z komisją współpracowała także Rachela Auerbach. Następnie zatrudniono także Gerszona Taffeta (kierownika działu fotograficznego) oraz Szmerke Kaczergińskiego. 
W 1946 roku przy komisji powołano pięcioosobową Radę Naukową. W maju tego samego roku Filip Friedman wyjechał z Polski, a stanowisko kierownika objął Nachman Blumental.  
Do sukcesów komisji należało m.in. odnalezienie i zabezpieczenie Kroniki Getta Łódzkiego, Encyklopedii Getta, obrazów Maurycego Trębacza oraz dokumentów łódzkiego Judenratu i korespondencji Chaima Rumkowskiego. CŻKH zorganizowało także poszukiwania dokumentów zgromadzonych przez Oneg Szabat w getcie warszawskim. Zebrano także dokumenty z Podziemnego Archiwum Getta Białostockiego. 
Oddziały CŻKH działały w Białymstoku, Gdańsku, Katowicach, Krakowie, Lublinie, Warszawie, Wrocławiu, Bielsku, Częstochowie, Kielcach, Kutnie, Piotrkowie Trybunalskim, Przemyślu, Radomiu, Tarnowie, Włocławku oraz w Szczecinie. Komisja współpracowała z Główną Komisją Badania Zbrodni Niemieckich w Polsce, członkowie CŻKH, wraz z m.in. Zofią Nałkowską i Władysławem Bednarzem, brali udział w wizytowaniu terenów byłych obozów (m.in. w Chełmnie nad Nerem). Komisja współpracowała także z Najwyższym Trybunałem Narodowym. 
Od początku 1947 roku trwały prace związane z planowanym przeniesieniem komisji do Warszawy i przekształceniem jej w Żydowski Instytut Historyczny. Komisja została przeniesiona do Warszawy latem 1947 roku, a ŻIH rozpoczął działalność 1 października tego samego roku. 

Archiwa komisji przejęły w latach 1947–1950 Żydowskie Towarzystwo Kultury, Towarzystwo Społeczno-Kulturalne Żydów w Polsce i Żydowski Instytut Historyczny, który kontynuował wydawanie periodyków komisji: „Jidisze Szriftn” i „Bleter far Geszichte”. Natomiast dokumentacja łódzkiego getta, po różnych perturbacjach, ostatecznie znalazła się prawie w całości w zbiorach Archiwum Państwowego w Łodzi. 

## Siedziby ważniejszych oddziałów CŻKH
- Białystok – ul. Młynowa 19
- Katowice – ul. Zabrska 14
- Kraków – ul. Długa 38
- Szczecin – ul. Słowackiego 12
- Warszawa – ul. Tłomackie 5
- Wrocław – ul. Włodkowica 5

## Cel i formy działalności
W sytuacji dużego zdecentralizowania prac Komisji "(...) siłą rzeczy wysunęły się na pierwszy plan zagadnienia metodologiczne. Należy dbać o to, be rozsiane po wszystkich miastach i ośrodkach żydowskich komisje regionalne i korespondenci, sympatycy i przyjaciele CŻKH, pracowali według pewnego jednolitego planu, by nie tracili niepotrzebnie czasu i energii na samodzielne szukanie dróg i metod pracy. By zaradzić temu, powołano dożycia instytucję instruktorów, którzy objeżdżają różne ośrodki, udzielając wskazówek i skierowując prace na właściwe tory. Ponadto zapraszani bywają do Łodzi kierownicy poszczególnych oddziałów, którzy tu na miejscu zapoznają się z pracą Centrali. (...) Od samego początku istnienia Komisji szły zatem wysiłki kierownictwa w tym kierunku, by dostarczyć wszystkim pracownikom zarówno w Centrali, jak i w terenie wskazówek na piśmie, dotyczących metod zbierania materiałów. W tym celu zostały opracowane instrukcje dla zbierających materiały w czterech następujących działach: historycznym, etnograficznym, przeżyć dzieci i lekarskim. (...)".

## Dorobek wydawniczy CŻKH
Zestawienie wybranych wydawnictw CŻKH, w układzie chronologicznym:
1945
- „Zagłada żydostwa polskiego” (album zdjęć) [nr 1 w serii[a][a]; Łódź 1945]
- „Dokumenty zbrodni i męczeństwa” [Kraków – Łódź 1945]
- „Instrukcje dla zbierania materiałów historycznych z okresu okupacji niemieckiej”. 
  - Zeszyty 1-3 [Łódź 1945]
  - Zeszyt 3: [Ada Eber, Noe Grüss, Genia Silkes], Instrukcje dla badania przeżyć dzieci żydowskich w okresie okupacji niemieckiej [Łódź 1945]
- „Metodologiczne wskazówki dla badania zagłady żydostwa polskiego” [Łódź 1945]
- Filip Friedman: „Zagłada Żydów lwowskich” [nr 4 w serii[a]; Łódź 1945]

1946
- „Dokumenty i materiały do dziejów Żydów w Polsce”
  - tom 1: Obozy, oprac. Nachman Blumental [nr 6 w serii[a]; Łódź 1946]
  - tom 2: Akcje i wysiedlenia, oprac. Józef Kermisz [nr 23 w serii[a]; Łódź 1946]
  - tom 3: Getto Łódzkie”, oprac. A. Eisenbach [nr 31 w serii[a]; Warszawa-Łódź 1946]
- „Zagłada Żydów Polskich” [Łódź 1946]
- „Mapa obozów na Górnym i Dolnym Śląsku” [Katowice 1946]
- „Mapa hitlerowskich obozów podczas niemieckiej okupacji” [Katowice 1946]
- „Ruch podziemny w gettach i obozach” [nr 28 w serii[a]; Warszawa-Łódź-Kraków 1946]
- Michał Borwicz: „Uniwersytet zbirów” [Kraków 1946]
- Rudolf Reder: „Bełżec” [Kraków 1946]
- Leon Weliczker: „Brygada śmierci” [nr 8 w serii[a]; Łódź 1946]
- Roza Bauminger: „Przy pikrycie i trotylu” [Kraków 1946]
- Janina Altman: „Oczyma 12-letniej dziewczyny” [Kraków 1946]
- Ber Ryczywół: „Jak przeżyłem niemiecką okupację” [Łódź 1946]
- Gusta Dranger: „Pamiętnik Justyny” [Kraków 1946]
- Rachela Auerbach: „Treblinka” [Warszawa-Łódź-Kraków 1946]
- Michał Maksymilian Borwicz: „Literatura w obozie” [Kraków 1946]
- Abram Melezin: „Stosunki demograficzne wśród ludności żydowskiej w Łodzi, Krakowie i Lublinie podczas okupacji niemieckiej” [Łódź 1946]
- Szymon Datner: „Walka i zagłada białostockiego ghetta” [Łódź 1946]
- Józef Kermisz: „Powstanie w getcie warszawskim” [nr 26 w serii[a]; Łódź 1946]
- Natan Eliasz Szternfinkiel: „Zagłada Żydów Sosnowca” [nr 25 w serii[a]; Katowice 1946]
- Gerszon Taffet: „Zagłada Żydów żółkiewskich” [nr 27 w serii[a]; Łódź 1946]
- „W trzecią rocznicą zagłady getta w Krakowie” [Kraków 1946]
- Mordechaj Gebirtig: „Es brent” [Kraków 1946]
- Stefan Otwinowski: „Wielkanoc” [Kraków 1946]
- Sz. Szajewicz: „Lech – L’cha” [Łódź 1946]
- Abraham Melezin: „Przyczynek do znajomości stosunków demograficznych wśród ludności żydowskiej w Łodzi, Krakowie i Lublinie podczas okupacji niemieckiej”  [nr 29 w serii[a]; Łódź 1946]
- Noe Grüss: „Rok pracy Centralnej Żydowskiej Komisji Historycznej” [nr 22 w serii[a]; Łódź 1946]

1947
- Nachman Blumental: „Słowa niewinne” [nr 34 w serii[a]; Warszawa-Łódź-Kraków 1947]
- Michał Maksymilian Borwicz: „Pieśń ujdzie cało…” [nr 32 w serii[a]; Warszawa-Łódź-Kraków 1947]
- Michał Maksymilian Borwicz: "Pieśń Ginących, Z Dziejów Twórczości Żydow pod Hitlerowską Okupacją" [Warszawa-Łódź-Kraków 1947]
- „Proces ludobójcy Amona Leopolda Goetha przed najwyższym trybunałem narodowym” [nr 35 w serii[a]; Kraków-Warszawa-Łódź 1947]
- Noemi Szac-Wajnkranc, „Przeminęło z ogniem” (pamiętnik) [nr 38 w serii[a]; Warszawa 1947]
- Maria Hochberg-Mariańska, Noe Grüss, „Dzieci oskarżają” [nr 37 w serii[a]; Kraków-Łódź-Warszawa 1947].